# Austrocylindropuntia verschaffeltii
Austrocylindropuntia verschaffeltii är en kaktusväxtart som först beskrevs av Jacques Philippe Martin Cels och Frédéric Albert Constantin Weber, och fick sitt nu gällande namn av Curt Backeberg. Austrocylindropuntia verschaffeltii ingår i släktet Austrocylindropuntia och familjen kaktusväxter. Inga underarter finns listade i Catalogue of Life.